# Port de Gabès
El port de Gabès (àrab: ميناء قابس, mīnāʾ Qābis) és un port comercial de Tunísia, a la governació de Gabès i ciutat de Gabès. La seva activitat està enfocada a la indústria i garanteix el trànsit dels productes químics de les indústries de la regió, especialment amoníac, àcid fosfòric, i adobs fosfatats.

El 2006 va moure 4.425.380 tones, totes per l'exportació i van passar pel port 667 vaixells. La profunditat del port és de 10,5 metres excepte en alguns lloc que arriba a 12,5, i al port de servei que només és de 5 metres.

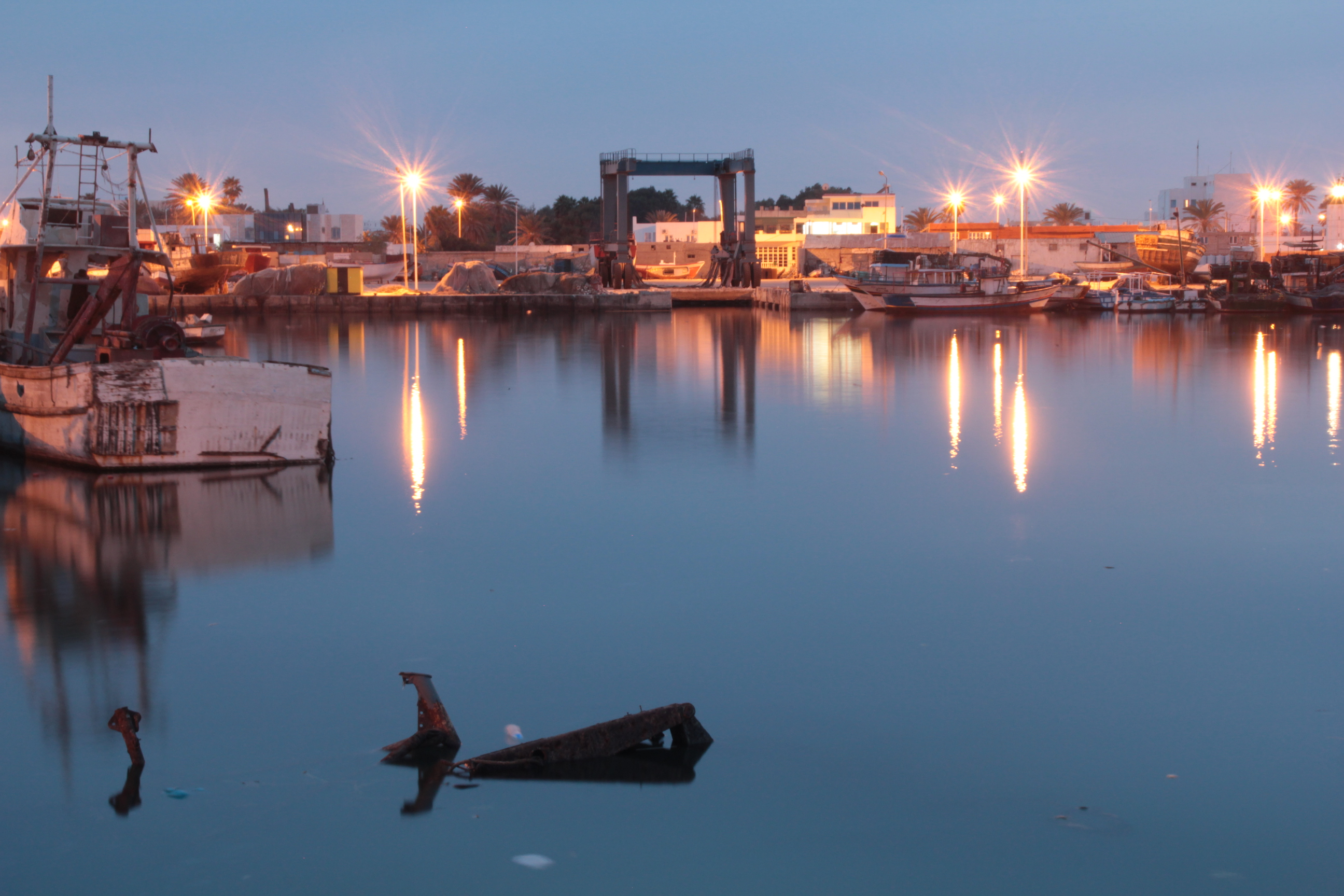
Vista del Port de Gabès